# Elena Baltacha
Elena Baltacha (in russo Елена Сергеевна Балтача?, Elena Sergeevna Baltača; Kiev, 14 agosto 1983 – Ipswich, 4 maggio 2014) è stata una tennista britannica di origine ucraina.
Nel gennaio 2014 le fu diagnosticato un tumore al fegato, solo poche settimane dopo il suo matrimonio con il coach di tennis Nino Severino e il ritiro dall'agonismo. Morì il 4 maggio 2014, all'età di trent'anni, nella sua casa di Ipswich, circondata da amici e familiari.

## Biografia

### Carriera
Quattro volte vincitrice dell'AEGON Award, fu anche a lungo la nº1 del tennis britannico, posizione che occupò a intermittenza tra il 2002 e il 2012. Raggiunse il suo best ranking in singolare il 13 settembre 2010, conquistando la 49ª posizione della classifica mondiale; in doppio, invece, raggiunse al massimo la 211ª posizione, occupata il 17 gennaio 2011.
Durante la sua carriera la tennista vinse 15 titoli ITF: 11 in singolare e 4 in doppio. Fu anche finalista in tre occasioni in singolare e quattro in doppio.
Nel 2010, la Baltacha riportò importanti vittorie su tenniste presenti nella top ten della classifica mondiale: due contro la cinese Li Na e una contro l'italiana Francesca Schiavone, all'epoca detentrice dell'Open di Francia.
Nel 2012 prese parte alle Olimpiadi di Londra, in singolare; uscì al secondo turno.
Rappresentò regolarmente per anni il Regno Unito in Fed Cup, a partire dal 2002.

### Vita personale e morte
Nata a Kiev in Ucraina, Elena Baltacha seguì la sua famiglia in Regno Unito a causa del trasferimento del padre Sergej, calciatore professionista. Titolare dell'Unione Sovietica, il padre giocò nel Regno Unito per l'Ipswich Town, il St. Johnstone e l'Inverness Caledonian Thistle. La madre Olga, invece, rappresentò l'Unione Sovietica nel pentathlon e nell'eptathlon ai Giochi olimpici. Suo fratello Sergei junior giocò a calcio nel St. Mirren e nel Millwall.
Dopo essere atterrata all'aeroporto di Heathrow il 13 gennaio 1989, la Baltacha si trasferì dapprima a Ipswich, dove il padre doveva giocare a calcio l'anno successivo, ed in seguito a Perth, sempre in Scozia, dove crebbe e trascorse alcuni anni della sua adolescenza. A Paisley frequentò la Castlehead High School.
Residente a Ipswich, l'8 dicembre 2013, un mese dopo il suo ritiro dall'attività agonistica, sposò il suo coach Nino Severino.
Nel 2010, i due avevano fondato la Elena Baltacha Academy of Tennis, basata sulle strutture della Culford School, vicino a Bury St Edmunds, e dell'Ipswich Sports Club, dove Elena si allenò durante la sua carriera. Sempre nel 2010, la giocatrice era diventata ambasciatrice della Children's Liver Disease Foundation, fondazione per malattie infantili del fegato, operativa in Gran Bretagna dal 1980.
All'età di diciannove anni le era stata diagnosticata la colangite sclerosante primitiva, una sindrome attualmente senza cura, che produce un'occlusione dei dotti biliari a causa di un'infiammazione che provoca cicatrici (il restringimento ostacola il deflusso della bile che si accumula nel fegato, danneggiando irreversibilmente le sue cellule). Nel gennaio 2014, dopo il ritiro, arrivò invece la notizia di una diagnosi di tumore al fegato.
Morì il 4 maggio 2014 all'età di trent'anni. Molti furono i messaggi di cordoglio, tra cui quelli di Martina Navrátilová, Serena Williams, Billie Jean King, Marija Šarapova. Inoltre, il giorno successivo, durante la serata inaugurale del Mutua Madrid Open 2014, molti giocatori, sia delle associazioni dell'ATP che della WTA, entrarono sul campo centrale per ricordare "Bally", abituale soprannome della tennista. L'intervista più significativa è stata rilasciata dalla tennista australiana Samantha Stosur, amica della Baltacha, ed è stata postata sul sito ufficiale della WTA.

## Statistiche

### ITF

#### Singolare

##### Vittorie (11)
Legenda
| Torneo 100 000 $ (2) |
| Torneo 75 000 $ (2)  |
| Torneo 50 000 $ (2)  |
| Torneo 25 000 $ (5)  |
| Torneo 10 000 $ (0)  |

| Numero | Data              | Torneo           | Superficie  | Avversaria in finale | Punteggio        |
| 1.     | 14 luglio 2002    | Felixstowe       | Erba        | Kelly Liggan         | 4–6, 6–2, 6–3    |
| 2.     | 28 luglio 2002    | Pamplona         | Cemento (i) | Virginie Pichet      | 6–2, 6–1         |
| 3.     | 16 ottobre 2005   | Jersey           | Cemento (i) | Daniela Kix          | 6–4, 6–4         |
| 4.     | 30 marzo 2008     | Jersey (2)       | Cemento (i) | Ana Vrljić           | 6–1, 6–3         |
| 5.     | 5 aprile 2008     | Torhout          | Cemento (i) | Iveta Benešová       | 6(5)–7, 6–1, 6–4 |
| 6.     | 26 aprile 2009    | Changwon         | Cemento     | Junri Namigata       | 6–3, 6–1         |
| 7.     | 27 settembre 2009 | Shrewsbury       | Cemento (i) | Katie O'Brien        | 6–3, 4–6, 6–3    |
| 8.     | 13 febbraio 2010  | Midland          | Cemento (i) | Lucie Hradecká       | 5–7, 6–2, 6–3    |
| 9.     | 6 giugno 2010     | Nottingham       | Erba        | Carly Gullickson     | 6–2, 6–2         |
| 10.    | 12 giugno 2011    | Nottingham 2     | Erba        | Petra Cetkovská      | 7–5, 6–3         |
| 11.    | 16 giugno 2013    | Nottingham 2 (2) | Erba        | Tadeja Majerič       | 7–5, 7–6(7)      |

##### Finali perse (3)
Legenda
| Torneo 100 000 $ (1) |
| Torneo 75 000 $ (0)  |
| Torneo 50 000 $ (0)  |
| Torneo 25 000 $ (2)  |
| Torneo 10 000 $ (0)  |

| Numero | Data              | Torneo    | Superficie  | Avversaria in finale | Punteggio     |
| 1.     | 28 settembre 2004 | Jersey    | Cemento (i) | Emma Laine           | 6–3, 2–6, 1–6 |
| 2.     | 15 febbraio 2005  | Redbridge | Cemento (i) | Nika Ožegović        | 0–6, 3–6      |
| 3.     | 30 ottobre 2011   | Poitiers  | Cemento (i) | Kimiko Date-Krumm    | 6(3)–7, 4–6   |

#### Doppio

##### Vittorie (4)
Legenda
| Torneo 100 000 $ (0) |
| Torneo 75 000 $ (0)  |
| Torneo 50 000 $ (0)  |
| Torneo 25 000 $ (4)  |
| Torneo 10 000 $ (0)  |

| Numero | Data              | Torneo       | Superficie  | Compagna             | Avversarie in finale             | Punteggio           |
| 1.     | 21 luglio 2002    | Valladolid   | Cemento     | Natacha Randriantefy | Leanne Baker Manisha Malhotra    | 6–2, 6–3            |
| 2.     | 28 luglio 2002    | Pamplona     | Cemento (i) | Kelly Liggan         | Yvonne Doyle Susanne Trik        | 6(6)–7, 7–6(1), 6–3 |
| 3.     | 17 ottobre 2004   | Sunderland 2 | Cemento (i) | Jane O'Donoghue      | Eva Fislová Stanislava Hrozenská | 6–1, 4–6, 6–2       |
| 4.     | 25 settembre 2005 | Glasgow      | Cemento (i) | Margit Rüütel        | Anne Keothavong Karen Paterson   | 6–3, 6(2)–7, 6–2    |

##### Finali perse (4)
Legenda
| Torneo 100 000 $ (0) |
| Torneo 75 000 $ (0)  |
| Torneo 50 000 $ (0)  |
| Torneo 25 000 $ (3)  |
| Torneo 10 000 $ (1)  |

| Numero | Data           | Torneo   | Superficie  | Compagna            | Avversarie in finale               | Punteggio     |
| 1.     | 6 maggio 2001  | Hatfield | Terra rossa | Nicola Trinder      | Natal'ja Egorova Ekaterina Sysoeva | 3–6, 6–4, 1–6 |
| 2.     | 27 marzo 2006  | Redding  | Cemento     | Evgenija Savranskij | Vasilisa Bardina Ahsha Rolle       | 7–5, 5–7, 4–6 |
| 3.     | 10 giugno 2007 | Surbiton | Erba        | Naomi Cavaday       | Karen Paterson Melanie South       | 1–6, 4–6      |
| 4.     | 26 aprile 2009 | Changwon | Cemento     | Amanda Elliott      | Kai-chen Chang Chen Yi             | 4–6, 1–6      |

### Risultati in progressione
| Sigla | Risultato               |
| ----- | ----------------------- |
| V     | Vincitore               |
| F     | Finalista               |
| SF    | Semifinalista           |
| O     | Oro olimpico            |
| A     | Argento olimpico        |
| SF    | Bronzo olimpico         |
| QF    | Quarti di Finale        |
| 4T    | Quarto turno            |
| 3T    | Terzo turno             |
| 2T    | Secondo turno           |
| 1T    | Primo turno             |
| RR    | Round Robin             |
| LQ    | Turno di qualificazione |
| A     | Assente                 |
| ND    | Non disputato           |

| Legenda superfici    |
| -------------------- |
| Cemento              |
| Terra battuta        |
| Erba                 |
| Superficie variabile |

#### Singolare
| Tornei del Grande Slam |               |               |               |               |               |               |               |               |               |               |               |     |     |             |             |             |
| Australian Open        | A             | A             | 1T            | A             | 3T            | LQ            | A             | LQ            | 2T            | 3T            | 2T            | 1T  | A   | 0 / 6       | 6–6         | 50%         |
| Open di Francia        | A             | A             | LQ            | A             | LQ            | LQ            | A             | LQ            | LQ            | 1T            | 2T            | 1T  | 1T  | 0 / 4       | 1–4         | 20%         |
| Wimbledon              | 1T            | 3T            | 1T            | 2T            | 1T            | A             | 1T            | 2T            | 2T            | 1T            | 2T            | 2T  | 1T  | 0 / 12      | 7–12        | 37%         |
| US Open                | LQ            | LQ            | A             | LQ            | LQ            | A             | LQ            | LQ            | LQ            | 2T            | 2T            | A   | LQ  | 0 / 2       | 2–2         | 50%         |
| Vittorie-sconfitte     | 0–1           | 2–1           | 0–2           | 1–1           | 2–2           | 0–0           | 0–1           | 1–1           | 2–2           | 3–4           | 4–4           | 1–3 | 0–2 | 0 / 24      | 16–24       | 40%         |
| Giochi Olimpici        |               |               |               |               |               |               |               |               |               |               |               |     |     |             |             |             |
| Giochi olimpici estivi | Non disputato | Non disputato | Non disputato | A             | Non disputato | Non disputato | Non disputato | A             | Non disputato | Non disputato | Non disputato | 2T  | ND  | 0 / 1       | 1–1         | 50%         |
| Tornei di fine anno    |               |               |               |               |               |               |               |               |               |               |               |     |     |             |             |             |
| WTA Tour Championships | A             | A             | A             | A             | A             | A             | A             | A             | A             | A             | A             | A   | A   | 0 / 0       | 0–0         | 0%          |
| WTA Premier Mandatory  |               |               |               |               |               |               |               |               |               |               |               |     |     |             |             |             |
| Indian Wells           | A             | A             | A             | A             | A             | A             | A             | A             | A             | 3T            | 2T            | 2T  | A   | 0 / 3       | 4–3         | 57%         |
| Miami                  | A             | A             | A             | A             | LQ            | A             | A             | A             | LQ            | 2T            | 2T            | 1T  | A   | 0 / 3       | 2–3         | 40%         |
| Madrid                 | Non disputato | Non disputato | Non disputato | Non disputato | Non disputato | Non disputato | Non disputato | Non disputato | A             | A             | A             | A   | A   | 0 / 0       | 0–0         | 0%          |
| Pechino                | Non Tier I    | Non Tier I    | Non Tier I    | Non Tier I    | Non Tier I    | Non Tier I    | Non Tier I    | Non Tier I    | A             | A             | A             | A   | A   | 0 / 0       | 0–0         | 0%          |
| WTA Premier 5          |               |               |               |               |               |               |               |               |               |               |               |     |     |             |             |             |
| Dubai                  | Non Tier I    | Non Tier I    | Non Tier I    | Non Tier I    | Non Tier I    | Non Tier I    | Non Tier I    | Non Tier I    | A             | A             | 1T            | NP5 | NP5 | 0 / 1       | 0–1         | 0%          |
| Roma                   | A             | A             | A             | A             | LQ            | A             | A             | A             | A             | LQ            | A             | A   | A   | 0 / 0       | 0–0         | 0%          |
| Cincinnati             | Non Tier I    | Non Tier I    | Non Tier I    | Non Tier I    | Non Tier I    | Non Tier I    | Non Tier I    | Non Tier I    | LQ            | LQ            | LQ            | A   | A   | 0 / 0       | 0–0         | 0%          |
| Canada                 | A             | A             | A             | A             | A             | A             | A             | A             | 1T            | LQ            | LQ            | A   | A   | 0 / 1       | 0–1         | 0%          |
| Tokyo                  | A             | A             | A             | A             | A             | A             | A             | A             | A             | A             | A             | A   | A   | 0 / 0       | 0–0         | 0%          |
| Titoli–finali          | 0–0           | 0–0           | 0–0           | 0–0           | 0–0           | 0–0           | 0–0           | 0–0           | 0–0           | 0–0           | 0–0           | 0–0 | 0–0 | 0–0         | 0–0         | 0–0         |
| Ranking di fine anno   | 242           | 157           | 373           | 202           | 122           | 347           | 187           | 136           | 89            | 55            | 50            | 172 | 220 | 1 190 893 $ | 1 190 893 $ | 1 190 893 $ |

#### Doppio
| Torneo               | 2001 | 2002 | 2003 | 2004 | 2005 | 2006 | 2007 | 2008 | 2009 | 2010 | 2011 | 2012 | V-S  |
| -------------------- | ---- | ---- | ---- | ---- | ---- | ---- | ---- | ---- | ---- | ---- | ---- | ---- | ---- |
| Australian Open      | A    | A    | A    | A    | A    | A    | A    | A    | A    | 2T   | A    | A    | 1–1  |
| Open di Francia      | A    | A    | A    | A    | A    | A    | A    | A    | A    | A    | A    | A    | 0–0  |
| Wimbledon            | 1T   | 1T   | 1T   | 1T   | 2T   | A    | 1T   | 1T   | 1T   | 2T   | A    | 1T   | 2–10 |
| US Open              | A    | A    | A    | A    | A    | A    | A    | A    | A    | A    | A    | A    | 0–0  |
| Ranking di fine anno | 405  | 262  | 490  | 355  | 246  | 508  | 365  | 961  | 648  | N/A  | N/A  | N/A  | N/A  |

#### Doppio misto
| Torneo          | 2002 | 2003 | 2004 | 2005 | 2006 | 2007 | 2008 | 2009 | 2010 | 2011 | V-S |
| --------------- | ---- | ---- | ---- | ---- | ---- | ---- | ---- | ---- | ---- | ---- | --- |
| Australian Open | A    | A    | A    | A    | A    | A    | A    | A    | A    | A    | 0–0 |
| Open di Francia | A    | A    | A    | A    | A    | A    | A    | A    | A    | A    | 0–0 |
| Wimbledon       | 3T   | 1T   | A    | 1T   | A    | A    | 1T   | 2T   | 2T   | 2T   | 5–7 |
| US Open         | A    | A    | A    | A    | A    | A    | A    | A    | A    | A    | 0–0 |

## Vittorie contro giocatrici Top 10
| Stagione | 2010 | Totale |
| Vittorie | 3    | 3      |

| #    | Giocatrice          | Ranking | Evento                               | Superficie | Turno | Punteggio           | Rank. EBR |
| ---- | ------------------- | ------- | ------------------------------------ | ---------- | ----- | ------------------- | --------- |
| 2010 |                     |         |                                      |            |       |                     |           |
| 1.   | Li Na (1)           | 10      | Indian Wells Open, Indian Wells      | Cemento    | 2T    | 7-6(6), 2-6, 7-6(7) | 65        |
| 2.   | Li Na (2)           | 10      | Eastbourne International, Eastbourne | Erba       | 1T    | 6(6)-7, rit.        | 62        |
| 3.   | Francesca Schiavone | 8       | Istanbul Cup, Istanbul               | Cemento    | 2T    | 6-4, 6-2            | 59        |